# Автомагістраль A20 (Нідерланди)
Автострада A20 — автомагістраль у Нідерландах. Його довжина становить приблизно 39 кілометрів.
A20 повністю розташована в голландській провінції Південна Голландія і з'єднує дорогу N213 від муніципалітету Вестланд з містами Роттердам і Гауда, де вона з'єднується з автострадою A12 на розв'язці Gouwe.

## Роттердам
Ділянка біля Роттердама, між розв'язками з автострадами А4 і А16, є північною частиною так званого кільця Роттердама, кільцевої дороги навколо міста.
На частині цієї ділянки максимальна швидкість знижена до 80 км/год (50 миль/год), що контролюється радарами, які розраховують середню швидкість транспортного засобу на ділянці між камерами.

## Європейські маршрути
Від першого виїзду, виїзду 6 (Maasdijk), європейський маршрут E25 слідує за автострадою A20 до кінцевої зупинки на розв’язці Gouwe.
Крім того, європейський маршрут E19 слідує за A20 уздовж 6-кілометрової (4 миль) короткої ділянки між розв’язками Kleinpolderplein і Terbregseplein, на північ від Роттердама.